# نيت هيل
نيت هيل (بالإنجليزية: Nate Hill)‏ هو لاعب كرة قدم أمريكية أمريكي، ولد في 21 فبراير 1966 في لاغرانغ في الولايات المتحدة، وتوفي في 18 سبتمبر 2007.

## وصلات خارجية
- نيت هيل على موقع مرجع كرة القدم المحترفة.كوم (الإنجليزية)